# Vladislav Kamilov
Vladislav Georgievič Kamilov (in russo Владислав Георгиевич Камилов?; Kalmanka, 29 agosto 1995) è un calciatore russo, centrocampista dell'Achmat Groznyj.

## Caratteristiche tecniche
È un mediano che può giocare anche al centro della difesa.

## Carriera
Cresciuto nella Dinamo Barnaul, ha trascorso i primi anni di carriera in terza divisione, dove ha collezionato 44 presenze dal 2012 al 2016, per giocare fino al 2020 nella seconda serie russa con le maglie di Volgar' Astrachan', Šinnik e SKA-Chabarovsk. Acquistato dall'Ufa, ha debuttato in Prem'er-Liga il 26 settembre 2020 in occasione dell'incontro perso 6-0 contro lo Zenit San Pietroburgo.